# Ronnex Records
Ronnex Records is een voormalig Belgisch platenlabel, opgericht door Albert Van Hoogten in 1951. Het was genoemd naar zijn platenzaak "Ronny", wat tevens de naam van zijn zoon was. Zijn bekendste opname was "Net als toen", het winnende Eurovisiesongfestivalnummer van 1957 van Corry Brokken. Het kwam na het festival opnieuw uit op een ep.
Andere bekende artiesten op Ronnex waren Jack Hammer (een Amerikaanse zanger uit New Orleans die zich in België had gevestigd en bekendstond als the Twistin' King), Freddy Sunder, The Shake Spears, Burt Blanca, John Woolley and Just Born, Davy Jr. & Guess Who? en Erik Marijsse.
Ronnex Records bracht vooral rock-'n-roll en popmuziek, maar ook opnamen van Vlaamse en Waalse artiesten. Albert Van Hoogten volgde de Amerikaanse muziekwereld op de voet, mede dankzij zijn broer René (Ray), die in de Verenigde Staten woonde en daar zelf het label Moonglow Records leidde. Ronnex kon Amerikaanse onafhankelijke platenlabels verdelen, met artiesten als Bill Haley, Little Richard, The Righteous Brothers enz. Aan de andere kant sloot Ronnex Records ook overeenkomsten af met Amerikaanse platenlabels, om Ronnex-opnamen in de Verenigde Staten te verdelen.
Albert Van Hoogten gebruikte het pseudoniem A. Vano op de opnamen waarvoor hij producer, arrangeur en/of songschrijver was. Hij probeerde ook zijn zoon Ronny aan een muziekcarrière te helpen. Ronny gebruikte als artiestennaam Ronn Clay en Ronny Angel. Ronny zong daarbij aanvankelijk teksten in op muziek die al gebruikt was door andere artiesten op Ronnex, zoals Crazy Twist, een nummer dat reeds uitgebracht was door Jack Hammer.
Ronnex Records werd later  overgenomen door BMG Music, maar werd doorverkocht aan Pop Eye Records (België).